# Hemigaster candidus
Hemigaster candidus är en svampart som beskrevs av Juel 1895. Hemigaster candidus ingår i släktet Hemigaster och familjen Hemigasteraceae.   Inga underarter finns listade i Catalogue of Life.